# Typ czynu zabronionego
Typ czynu zabronionego – w prawie karnym materialnym uogólniony schemat grupy zachowań karanych karami kryminalnymi (zwanych czynami zabronionymi), określający ich wspólne cechy charakterystyczne (zwane znamionami).
Na oznaczenie typu przestępstwa stosuje się czasem szersze określenie, przestępstwo.

## Typizacja
Zasada nullum crimen sine lege wymaga, by czynem zabronionym było jedynie zachowanie zakazane w akcie normatywnym o randze ustawowej. Dzięki temu konkretne zachowanie, którego znamiona nie pokrywają się ze znamionami ustawowymi, nie stanowi podstawy odpowiedzialności karnej.
Typy czynów zabronionych, odpowiednio sklasyfikowane w ustawie (tzw. typizacja czynów zabronionych), zamieszczone są w częściach szczególnych kodeksów karnych. Z perspektywy techniki legislacyjnej typy przestępstw są na ogół zbudowane z czterech członów, wymieniających znamiona: przedmiotu przestępstwa, strony przedmiotowej, podmiotu i strony podmiotowej przestępstwa.

## Rodzaje typów
Typ czynu zabronionego, którego znamiona wskazują na zwiększoną szkodliwość społeczną względem tzw. typu podstawowego, jest nazywany typem kwalifikowanym, zaś typ charakteryzujący się zmniejszoną szkodliwością społeczną – typem uprzywilejowanym.
Niektóre typy czynów zabronionych są określone za pomocą znamion nieostrych (np. duża szkoda), przez co wyróżnia się typy nieostre. Istnieją także typy, których znamiona są zbyt ogólnie sformułowane (np. wypadek mniejszej wagi). Są to tzw. typy niedookreślone.